# Oğuz Üçüncü
Oğuz Üçüncü (deutsch auch Oguz Ücüncü geschrieben; * 1969 in Hamm/Westfalen) ist ein deutsch-türkischer Islamfunktionär. Er war von 2002 bis 2014 Generalsekretär der Islamischen Gemeinschaft Millî Görüş (IGMG).

## Leben
Nach dem Abitur in Hamm und der Fachhochschule in Dortmund wurde Üçüncü 1988 Maschinenbauingenieur. Seit 1996 ist er selbstständig. Üçüncü war seit Mitte der 1980er Jahre bei Millî Görüş zunächst in der Jugendabteilung tätig. Von 1993 bis 2002 war er Vorstandsmitglied der Jugendabteilung. Der Diplom-Ingenieur ist Vater dreier Kinder. Sein Nachfolger als Generalsekretär der IGMG wurde Mustafa Yeneroğlu.

## Staatsanwaltliche Ermittlungen
Die Staatsanwaltschaft München ermittelte zwischen März 2009 und September 2010 gegen Üçüncü und sechs weitere Beschuldigte – darunter als Hauptbeschuldigten gegen den ehemaligen Präsidenten der Islamischen Gemeinschaft in Deutschland, Ibrahim El-Zayat – wegen des Verdachts der Bildung einer kriminellen Vereinigung, die durch Urkundenfälschung, Bankrott, Untreue, Geldwäsche und Verstoß gegen das Kreditwesengesetz Gelder erlangt haben soll, um islamistische Ziele zu verfolgen. Sämtliche Vorwürfe der Staatsanwaltschaft wurden fallen gelassen. Das Ermittlungsverfahren wurde ergebnislos eingestellt.